# Юйцзюлюй Уті
Юйцзюлюй Уті (кит.: 郁久閭吳提; д/н — 444) — 5-й історичний жужанський каган у 429—444 роках.

## Життєпис
Старший син кагана Датаня. 429 року спадкував владу, прийнявши ім'я Чілянь (Цілянь)-каган (Божественний каган). На той час держава опинилася в складній ситуації, оскільки значна частина вождів жужанів підкорилося імперії Вей. Втім кагану вдалося відновити владу над усім каганатом, скориставшись війнами вейсців з державами Ся і Рання Сун.
431 року уклав мирний договір з вейським імператором Тай У-ді. У 432 році вейський генерал захопив 20 жужанів, що напали на прикордонні землі, але імператор їх відпустив до кагана.
У 435 році жужанський каган одружився з Сіхай (стриєчною або рідною сестрою Тай У-ді), а свою сестру віддав у наложниці вейському імператору з посагом у 2 тис. коней. Того ж року почав війну проти усунь. Втім наприкінці 436 року каган несподівано порушив мир, атакувавши прикордонні землі. У відповідь імператор зібрав 3 армії: східну на чолі із лепьхін-ваном Пьхі і хедун-гуном Хедоло, західну під орудою Гяня і Мушею, а сам очолив центральну. Цей похід не досяг успіху, оскільки Уті намагався уникнути битви. В результаті харчі скінчилися, й Тай У-ді повернувся до своїх земель. В 437 році остаточно підкорив усунь, лише незначні рештки мігрували на захід.
У 439 вейська армія поновила війну, атакувавши союзника Жужанського каганату — Північну Лян. В свою чергу Уті вирішив напасти на ворожу столицю Пінчен, але не зміг її швидко захопити. В цей час вейська армія здолала Північну Лян, змусивши її правителя Цзюйцюй Муцзяня атакувати жужанські землі. Каган втратив 10 тис. вояків, відступивши у степ. Вейський губернатор столиці Чансунь Даошен біля гори Тутуйшань знищив передовий загін жужанів на чолі із князем Цілецзюєм (братом кагана), що потрапив у полон.
443 року вейська армія знову виступила проти жужанів 4 шляхами. Лише непевні дії імператора врятували кагана від повної поразки й полону. 444 року війна продовжилася. У вирішальній битві в долині Лухунь каган зазнав нищівної поразки. Каган відступив до річки Егень, де зазнав нової поразки. Продовжив відступ на захід. Помер того ж року. Йому спадкував син Юйцзюлюй Тухечжень.